# Atouguia
Atouguia is een plaats (freguesia) in de Portugese gemeente Ourém en telt 2460 inwoners (2001).